# Heliobolus spekii
Heliobolus spekii — вид ящірок родини ящіркових (Lacertidae). Мешкає в Східній Африці. Вид названий на честь британського дослідника Африки Джона Геннінга Спіка.

## Підвиди
Виділяють три підвиди:
- Heliobolus spekii scorteccii (Arillo, Balletto & Spanò, 1965);
- Heliobolus spekii sextaeniata (Stejneger, 1893);
- Heliobolus spekii spekii (Günther, 1872).

## Поширення і екологія
Heliobolus spekii мешкають в Сомалі, Ефіопії, Кенії, Танзанії, Уганді і Південному Судані. Вони живуть в напівпустелях, на піщаних і кам'янистих рівнинах, в акацієво-комміфорових заростях. Ведуть активний, денний спосіб життя. Живляться комахами. Відкладають яйця, в кладці 4-6 яєць.